# LSÜ-twist
Als LSÜ-twist bezeichnet man ein Symptom bei Hunden, das durch Verdrehung (engl. twist) des lumbosakralen Übergangs (LSÜ), also dem Bereich der Wirbelsäule zwischen dem letzten Lendenwirbel (Vertebra lumbalis) und dem Kreuzbein (Os sacrum) gekennzeichnet ist. Dabei kommt es zu einer gleichseitigen Seitwärtsbewegung des Beckens („Hüftschwung“) beim Vorführen der hinteren Extremität.
Während ein LSÜ-twist bei Welpen und Junghunden mit noch nicht voll ausgebildeten Hüftgelenken noch als physiologisch gilt, stellt er bei erwachsenen Hunden eine Bewegungsstörung dar. Es handelt sich um eine Ausgleichsbewegung (vikariierende Bewegung), die die Drehbewegungen des Hüftgelenks beim Vorführen der Gliedmaße ersetzt. Ein LSÜ-twist ist damit ein typisches Merkmal bei schmerzhaften Erkrankungen der Hüftgelenke, insbesondere bei der Hüftdysplasie (HD).